# Brödraskapet (bok av John Grisham)

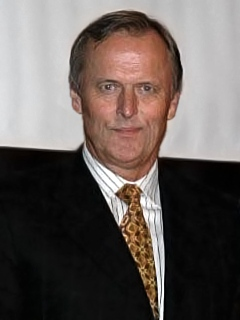
Bokens författare John Grisham 2009.

Brödraskapet (engelska: Brethren) är en roman av John Grisham från 2000. Samma år kom den i svensk översättning.

## Handling
Boken handlar om tre fängslade före detta domare, kallade Brödraskapet som utövar utpressning på rika homosexuella män. Männen vill undvika att detta avslöjas, då många av dem har fru och barn, och att ett avslöjande skulle kunna ha en negativ inverkan på deras karriärer. Brödraskapen tar hjälp av sin advokat för att föra över pengarna till ett bankkonto i Bahamas.
Chefen för CIA försöker kontrollera det kommande amerikanska presidentvalet, men domarna kommer åt hans kandidat.